# Etapa Departamental de Ica 2023
La Etapa Departamental de Ica 2023 es la edición número 56 de la Liga Departamental de Fútbol de Ica. La LIDEFI organiza, controla y administra el desarrollo del torneo, con la supervisión de la Federación Peruana de Fútbol. Tanto el campeón y el subcampeón del torneo, clasifican a la Etapa Nacional de la Copa Perú 2023.
El nombre del torneo es dedicado a la memoria de Melquiades Escate Castillo, quien fue Presidente de la Comisión de Justicia de la Liga Departamental de Fútbol de Ica por 15 años.

## Sistema de competición
El torneo consta de cuatro fases:
- Grupos: se arman 6 grupos de 2 equipos, los cuales participan en duelos directos: ida y vuelta. La localía se define por la forma en que se clasifica a esta etapa. Los campeones provinciales comienzan la fecha 1 de visita y terminan la fecha 2 de local.[3]
- Cuartos de final: se arman 4 grupos de 2 equipos, conformado por los 6 clubes ganadores y los 2 mejores segundos de la fase anterior, los cuales participan en duelos directos de eliminación: ida y vuelta. No hay distinción entre los clasificados, por lo que entran todos en un mismo sorteo para la definición de enfrentamientos, teniendo en cuenta que no se podrán repetir los mismos enfrentamientos de la fase anterior.
- Semifinales: se arman 2 grupos de 2 equipos, conformado por los 4 ganadores de la fase anterior, los cuales participan en duelos directos de eliminación: ida y vuelta. No hay distinción entre los clasificados, por lo que entran todos en un mismo sorteo para la definición de enfrentamientos.
- Final: se realiza un partido único para definir al Campeón y Subcampeón Departamental, el cual se juega en una cancha neutra. Ambos clubes clasifican a la Etapa Nacional de la Copa Perú 2023.

### Calendario
El calendario de la competición es el siguiente, todos los sorteos se llevan a cabo en la sede de LIDEFI en Ica.
| Fase | Ronda       | Sorteo               | Ida                     | Vuelta                  |
| ---- | ----------- | -------------------- | ----------------------- | ----------------------- |
| 1    | Grupos      | 17 de julio de 2023  | 23 de julio de 2023     | 30 de julio de 2023     |
| 2    | Cuartos     | 31 de julio de 2023  | 6 de agosto de 2023     | 13 de agosto de 2023    |
| 3    | Semifinales | 14 de agosto de 2023 | 20 de agosto de 2023    | 27 de agosto de 2023    |
| 4    | Final       | 14 de agosto de 2023 | 3 de septiembre de 2023 | 3 de septiembre de 2023 |

## Sede
La final se jugará en el estadio José Picasso Peratta de Ica.
| Ica                                   |                      |
| Ciudad                                | Estadio              |
| Ica                                   | José Picasso Peratta |
|                                       |                      |
| 8 000 espectadores                    |                      |
| Final Etapa Departamental de Ica 2023 |                      |

## Equipos participantes

### Equipos por provincia
Los participantes son el campeón y subcampeón de: 
- Liga Provincial de Chincha
- Liga Provincial de Ica
- Liga Provincial de Nazca
- Liga Provincial de Palpa
- Liga Provincial de Pisco
- Liga Provincial de Lucanas (participa por cercanía geográfica)

| Provincia | N.º | Equipos                                   | Fecha de clasificación |
| --------- | --- | ----------------------------------------- | ---------------------- |
| Chincha   | 2   | Amigos de San Luis Juventud Primavera     | 2 de julio             |
| Ica       | 2   | Barcelona F.C. Cultural 18 de Febrero     | 9 de julio             |
| Lucanas   | 2   | Deportivo Lolo Fernández Deportivo Puquio | 15 de julio            |
| Nazca     | 2   | Deportivo José Olaya San Pedro F.C.       | 2 de julio             |
| Palpa     | 2   | Deportivo América Deportivo Los Gatos     | 2 de julio             |
| Pisco     | 2   | Alianza Pisco Cultural Melchorita         | 9 de julio             |

### Información de los equipos
| Equipo                   | Distrito     | Condición             | Director Técnico | Localía                            |
| ------------------------ | ------------ | --------------------- | ---------------- | ---------------------------------- |
| Alianza Pisco            | Pisco        | Campeón Provincial    | Edwin Pérez      | Estadio Teobaldo Pinillos Olaechea |
| Amigos de San Luis       | Alto Larán   | Campeón Provincial    | Marco Félix      | Estadio José Santos Nagaro Bianchi |
| Barcelona F.C.           | Parcona      | Subcampeón Provincial | Pedro Miranda    | Estadio Hugo Sotil                 |
| Cultural Melchorita      | San Clemente | Subcampeón Provincial | Carlos Narrea    | Estadio Municipal de San Clemente  |
| Cultural 18 de Febrero   | Parcona      | Campeón Provincial    | Abelho Tordoya   | Estadio Hugo Sotil                 |
| Deportivo América        | Palpa        | Campeón Provincial    | Carlos Chávez    | Estadio Julio Luque Tijero         |
| Deportivo Lolo Fernández | Puquio       | Campeón Provincial    | Marcos Martínez  | Estadio Jorge Castro Aguayo        |
| Deportivo Los Gatos      | Río Grande   | Subcampeón Provincial |                  | Estadio Julio Luque Tijero         |
| Deportivo José Olaya     | Marcona      | Campeón Provincial    | Jorge Marquina   | Estadio Félix Franco Arias         |
| Deportivo Puquio         | Puquio       | Subcampeón Provincial |                  | Estadio Jorge Castro Aguayo        |
| Juventud Primavera       | Pueblo Nuevo | Subcampeón Provincial | Kike Chávez      | Estadio José Santos Nagaro Bianchi |
| San Pedro FC             | Marcona      | Subcampeón Provincial | Cristian Salazar | Estadio Félix Franco Arias         |

### Cambios de entrenadores
| Equipo             | Entrenador        | Fecha de Salida | Tipo de Salida     | Entrenador        | Fecha de Entrada |
| ------------------ | ----------------- | --------------- | ------------------ | ----------------- | ---------------- |
| Deportivo América  | Iván Tinoco       | 1 de agosto     | Renuncia           | Jhon Romero (INT) | 2 de agosto      |
| Deportivo América  | Jhon Romero (INT) | 2 de agosto     | Fin de interinidad | Carlos Chávez     | 3 de agosto      |
| Amigos de San Luis | Roberto Tasayco   | 9 de agosto     | Destitución        | Marco Félix       | 9 de agosto      |

## Árbitros
1. Carlos Mendoza
2. Cristian Hinostroza
3. Cristhian Milachay
4. Enrique Aroni
5. Erick Crisóstomo
6. Jimmy Muñoz
7. Juan Moreyra
8. Leandro Márquez
9. Omar Herrera
10. Ronald Torres

## Fase de grupos
El sorteo de los grupos se realizó el 17 de julio. Los 6 Campeones Provinciales son cabeza de grupo, por lo tanto juegan el segundo partido en condición de local.
Criterios de desempate:
1. Mayor Puntaje.
2. Diferencia de goles.
3. El club que acredite más goles a favor.
4. El club que acredite menos goles en contra.
5. En caso de existir la igualdad, el club que acredite más números de partidos ganados.
6. De subsistir la igualdad se efectuará un sorteo.

Leyenda
     — Clasificado a la Fase 2.
     — Clasificado a la Fase 2 como mejor segundo.
     — Eliminado

### Grupo 1
| Equipo               | Pts. | PJ | PG | PE | PP | GF | GC | DG |
| -------------------- | ---- | -- | -- | -- | -- | -- | -- | -- |
| Deportivo José Olaya | 6    | 2  | 2  | 0  | 0  | 8  | 2  | +6 |
| Deportivo Puquio     | 0    | 2  | 0  | 0  | 2  | 2  | 8  | -6 |

| \| Fecha \| Estadio \| Local \| Resultado \| Visitante \| \| ----------- \| ------------------- \| -------------------- \| --------- \| -------------------- \| \| 23 de julio \| Jorge Castro Aguayo \| Deportivo Puquio \| 1:3 \| Deportivo José Olaya \| \| 30 de julio \| Félix Franco Arias \| Deportivo José Olaya \| 5:1 \| Deportivo Puquio \| |                     |                      |           |                      |
| Fecha | Estadio             | Local                | Resultado | Visitante            |
| 23 de julio | Jorge Castro Aguayo | Deportivo Puquio     | 1:3       | Deportivo José Olaya |
| 30 de julio | Félix Franco Arias  | Deportivo José Olaya | 5:1       | Deportivo Puquio     |

### Grupo 2
| Equipo                   | Pts. | PJ | PG | PE | PP | GF | GC | DG |
| ------------------------ | ---- | -- | -- | -- | -- | -- | -- | -- |
| Cultural Melchorita      | 3    | 2  | 1  | 0  | 1  | 1  | 1  | 0  |
| Deportivo Lolo Fernández | 3    | 2  | 1  | 0  | 1  | 1  | 1  | 0  |

| \| Fecha \| Estadio \| Local \| Resultado \| Visitante \| \| ----------- \| ------------------------- \| ------------------------ \| ------------ \| ------------------------ \| \| 23 de julio \| Municipal de San Clemente \| Cultural Melchorita \| 0:1 \| Deportivo Lolo Fernández \| \| 30 de julio \| Jorge Castro Aguayo \| Deportivo Lolo Fernández \| 0:1 (3:4 p.) \| Cultural Melchorita \| |                           |                          |              |                          |
| Fecha | Estadio                   | Local                    | Resultado    | Visitante                |
| 23 de julio | Municipal de San Clemente | Cultural Melchorita      | 0:1          | Deportivo Lolo Fernández |
| 30 de julio | Jorge Castro Aguayo       | Deportivo Lolo Fernández | 0:1 (3:4 p.) | Cultural Melchorita      |

### Grupo 3
| Equipo             | Pts. | PJ | PG | PE | PP | GF | GC | DG |
| ------------------ | ---- | -- | -- | -- | -- | -- | -- | -- |
| Deportivo América  | 4    | 2  | 1  | 1  | 0  | 2  | 1  | +1 |
| Juventud Primavera | 1    | 2  | 0  | 1  | 1  | 1  | 2  | -1 |

| \| Fecha \| Estadio \| Local \| Resultado \| Visitante \| \| ----------- \| -------------------------- \| ------------------ \| --------- \| ------------------ \| \| 23 de julio \| José Santos Nagaro Bianchi \| Juventud Primavera \| 1:1 \| Deportivo América \| \| 30 de julio \| Julio Luque Tijero \| Deportivo América \| 1:0[n. 1] \| Juventud Primavera \| |                            |                    |           |                    |
| Fecha | Estadio                    | Local              | Resultado | Visitante          |
| 23 de julio | José Santos Nagaro Bianchi | Juventud Primavera | 1:1       | Deportivo América  |
| 30 de julio | Julio Luque Tijero         | Deportivo América  | 1:0       | Juventud Primavera |

### Grupo 4
| Equipo         | Pts. | PJ | PG | PE | PP | GF | GC | DG |
| -------------- | ---- | -- | -- | -- | -- | -- | -- | -- |
| Alianza Pisco  | 4    | 2  | 1  | 1  | 0  | 3  | 2  | +1 |
| Barcelona F.C. | 1    | 2  | 0  | 1  | 1  | 2  | 3  | -1 |

| \| Fecha \| Estadio \| Local \| Resultado \| Visitante \| \| ----------- \| -------------------------- \| -------------- \| --------- \| -------------- \| \| 23 de julio \| Hugo Sotil \| Barcelona F.C. \| 1:1 \| Alianza Pisco \| \| 30 de julio \| Teobaldo Pinillos Olaechea \| Alianza Pisco \| 2:1 \| Barcelona F.C. \| |                            |                |           |                |
| Fecha | Estadio                    | Local          | Resultado | Visitante      |
| 23 de julio | Hugo Sotil                 | Barcelona F.C. | 1:1       | Alianza Pisco  |
| 30 de julio | Teobaldo Pinillos Olaechea | Alianza Pisco  | 2:1       | Barcelona F.C. |

### Grupo 5
| Equipo                 | Pts. | PJ | PG | PE | PP | GF | GC | DG |
| ---------------------- | ---- | -- | -- | -- | -- | -- | -- | -- |
| Cultural 18 de Febrero | 4    | 2  | 1  | 1  | 0  | 3  | 1  | +2 |
| Deportivo Los Gatos    | 1    | 2  | 0  | 1  | 1  | 1  | 3  | -2 |

| \| Fecha \| Estadio \| Local \| Resultado \| Visitante \| \| ----------- \| ------------------ \| ---------------------- \| --------- \| ---------------------- \| \| 23 de julio \| Julio Luque Tijero \| Deportivo Los Gatos \| 1:1 \| Cultural 18 de Febrero \| \| 30 de julio \| Hugo Sotil \| Cultural 18 de Febrero \| 2:0 \| Deportivo Los Gatos \| |                    |                        |           |                        |
| Fecha | Estadio            | Local                  | Resultado | Visitante              |
| 23 de julio | Julio Luque Tijero | Deportivo Los Gatos    | 1:1       | Cultural 18 de Febrero |
| 30 de julio | Hugo Sotil         | Cultural 18 de Febrero | 2:0       | Deportivo Los Gatos    |

### Grupo 6
| Equipo             | Pts. | PJ | PG | PE | PP | GF | GC | DG |
| ------------------ | ---- | -- | -- | -- | -- | -- | -- | -- |
| Amigos de San Luis | 2    | 2  | 0  | 2  | 0  | 0  | 0  | 0  |
| San Pedro FC       | 2    | 2  | 0  | 2  | 0  | 0  | 0  | 0  |

| \| Fecha \| Estadio \| Local \| Resultado \| Visitante \| \| ----------- \| -------------------------- \| ------------------ \| ------------ \| ------------------ \| \| 23 de julio \| Félix Franco Arias \| San Pedro FC \| 0:0 \| Amigos de San Luis \| \| 30 de julio \| José Santos Nagaro Bianchi \| Amigos de San Luis \| 0:0 (8:7 p.) \| San Pedro FC \| |                            |                    |              |                    |
| Fecha | Estadio                    | Local              | Resultado    | Visitante          |
| 23 de julio | Félix Franco Arias         | San Pedro FC       | 0:0          | Amigos de San Luis |
| 30 de julio | José Santos Nagaro Bianchi | Amigos de San Luis | 0:0 (8:7 p.) | San Pedro FC       |

## Fases finales
Las fases finales estarán compuestas por tres etapas: cuartos de final, semifinales y final. Se disputarán por eliminación directa, en partidos de ida y vuelta con excepción de la final que se jugará a partido único. A partir de esta edición no se tendrá en cuenta los tiempos suplementarios como desempate, se definirá directamente mediante la vía de penales.

### Cuadro de desarrollo
|  | Cuartos de final                        | Cuartos de final                        | Cuartos de final                        | Cuartos de final                        |   |                          | Semifinales                              | Semifinales                              | Semifinales                              | Semifinales                              |  |                          | Final           | Final           |  |
|  | 6 de agosto (ida) 13 de agosto (vuelta) | 6 de agosto (ida) 13 de agosto (vuelta) | 6 de agosto (ida) 13 de agosto (vuelta) | 6 de agosto (ida) 13 de agosto (vuelta) |   |                          | 20 de agosto (ida) 27 de agosto (vuelta) | 20 de agosto (ida) 27 de agosto (vuelta) | 20 de agosto (ida) 27 de agosto (vuelta) | 20 de agosto (ida) 27 de agosto (vuelta) |  |                          | 3 de septiembre | 3 de septiembre |  |
|  |                                         |                                         |                                         |                                         |   |                          |                                          |                                          |                                          |                                          |  |                          |                 |                 |  |
|  |                                         |                                         |                                         |                                         |   |                          |                                          |                                          |                                          |                                          |  |                          |                 |                 |  |
|  | Deportivo Lolo Fernández                | 1                                       | 1                                       | 2                                       |   |                          |                                          |                                          |                                          |                                          |  |                          |                 |                 |  |
|  | Deportivo Lolo Fernández                | 1                                       | 1                                       | 2                                       |   |                          |                                          |                                          |                                          |                                          |  |                          |                 |                 |  |
|  | San Pedro FC                            | 0                                       | 0                                       | 0                                       |   |                          |                                          |                                          |                                          |                                          |  |                          |                 |                 |  |
|  | San Pedro FC                            | 0                                       | 0                                       | 0                                       |   | Deportivo Lolo Fernández | 0                                        | 1                                        | 1 (4)                                    |                                          |  |                          |                 |                 |  |
|  |                                         |                                         |                                         |                                         |   | Deportivo Lolo Fernández | 0                                        | 1                                        | 1 (4)                                    |                                          |  |                          |                 |                 |  |
|  |                                         |                                         | Cultural 18 de Febrero                  | 1                                       | 0 | 1 (2)                    |                                          |                                          |                                          |                                          |  |                          |                 |                 |  |
|  | Cultural 18 de Febrero                  | 2                                       | Cultural 18 de Febrero                  | 1                                       | 0 | 1 (2)                    | 1                                        | 3                                        |                                          |                                          |  |                          |                 |                 |  |
|  | Cultural 18 de Febrero                  | 2                                       |                                         |                                         |   |                          |                                          |                                          |                                          |                                          |  |                          |                 |                 |  |
|  | Deportivo José Olaya                    | 2                                       | 0                                       | 2                                       |   |                          |                                          |                                          |                                          |                                          |  |                          |                 |                 |  |
|  | Deportivo José Olaya                    | 2                                       | 0                                       | 2                                       |   |                          |                                          |                                          |                                          |                                          |  | Deportivo Lolo Fernández | 2 (4)           |                 |  |
|  |                                         |                                         |                                         |                                         |   |                          |                                          |                                          |                                          |                                          |  | Deportivo Lolo Fernández | 2 (4)           |                 |  |
|  |                                         |                                         | Alianza Pisco                           | 2 (5)                                   |   |                          |                                          |                                          |                                          |                                          |  |                          |                 |                 |  |
|  | Alianza Pisco                           | 5                                       | Alianza Pisco                           | 2 (5)                                   | 1 | 6                        |                                          |                                          |                                          |                                          |  |                          |                 |                 |  |
|  | Alianza Pisco                           | 5                                       |                                         |                                         |   |                          |                                          |                                          |                                          |                                          |  |                          |                 |                 |  |
|  | Amigos de San Luis                      | 2                                       | 0                                       | 2                                       |   |                          |                                          |                                          |                                          |                                          |  |                          |                 |                 |  |
|  | Amigos de San Luis                      | 2                                       | 0                                       | 2                                       |   | Alianza Pisco            | 1                                        | 2                                        | 3                                        |                                          |  |                          |                 |                 |  |
|  |                                         |                                         |                                         |                                         |   | Alianza Pisco            | 1                                        | 2                                        | 3                                        |                                          |  |                          |                 |                 |  |
|  |                                         |                                         | Deportivo América                       | 0                                       | 0 | 0                        |                                          |                                          |                                          |                                          |  |                          |                 |                 |  |
|  | Cultural Melchorita                     | 0                                       | Deportivo América                       | 0                                       | 0 | 0                        | 0                                        | 0                                        |                                          |                                          |  |                          |                 |                 |  |
|  | Cultural Melchorita                     | 0                                       |                                         |                                         |   |                          |                                          |                                          |                                          |                                          |  |                          |                 |                 |  |
|  | Deportivo América                       | 1                                       | 1                                       | 2                                       |   |                          |                                          |                                          |                                          |                                          |  |                          |                 |                 |  |
|  | Deportivo América                       | 1                                       | 1                                       | 2                                       |   |                          |                                          |                                          |                                          |                                          |  |                          |                 |                 |  |
|  |                                         |                                         |                                         |                                         |   |                          |                                          |                                          |                                          |                                          |  |                          |                 |                 |  |

Nota: En las series a dos partidos, el equipo que ocupa la primera línea es el que definió como local.

### Cuartos de final
El sorteo de los grupos se realizó el 31 de julio de 2023. 

#### Grupo 1
| Ida; 6 de agosto, 15:20 (UTC-5) | Deportivo José Olaya    | 2:2 (2:0) | Cultural 18 de Febrero      | Estadio Félix Franco Arias, Marcona                       |                                                           |
|                                 | - Rey 22' - Vidales 44' | Reporte   | - 69' Palacios - 83' Torres | Asistencia: 846 espectadores Árbitro(s): Erick Crisóstomo | Asistencia: 846 espectadores Árbitro(s): Erick Crisóstomo |

| Vuelta; 13 de agosto, 14:50 (UTC-5) | Cultural 18 de Febrero | 1:0 (1:0) | Deportivo José Olaya | Estadio Hugo Sotil, Parcona                             |                                                         |
|                                     | Cairo 37'              | Reporte   |                      | Asistencia: 1 900 espectadores Árbitro(s): Juan Moreyra | Asistencia: 1 900 espectadores Árbitro(s): Juan Moreyra |

#### Grupo 2
| Ida; 6 de agosto, 15:20 (UTC-5) | Deportivo América | 1:0 (1:0) | Cultural Melchorita | Estadio Julio Luque Tijero, Palpa                      |                                                        |
|                                 | Sauñe 40'         | Reporte   |                     | Asistencia: 574 espectadores Árbitro(s): Ronald Torres | Asistencia: 574 espectadores Árbitro(s): Ronald Torres |

| Vuelta; 13 de agosto, 14:50 (UTC-5) | Cultural Melchorita | 0:1 (0:1) | Deportivo América | Estadio Municipal de San Clemente, San Clemente           |                                                           |
|                                     |                     | Reporte   | 15' Ramos         | Asistencia: 936 espectadores Árbitro(s): Erick Crisóstomo | Asistencia: 936 espectadores Árbitro(s): Erick Crisóstomo |

#### Grupo 3
| Ida; 5 de agosto, 15:20 (UTC-5) | San Pedro FC | 0:1 (0:0) | Deportivo Lolo Fernández | Estadio Félix Franco Arias, Marcona                   |                                                       |
|                                 |              | Reporte   | 90+1' Gonzáles           | Asistencia: 595 espectadores Árbitro(s): Omar Herrera | Asistencia: 595 espectadores Árbitro(s): Omar Herrera |

| Vuelta; 13 de agosto, 14:50 (UTC-5) | Deportivo Lolo Fernández | 1:0 (1:0) | San Pedro FC | Estadio Jorge Castro Aguayo, Puquio                    |                                                        |
|                                     | Anchante 31'             | Reporte   |              | Asistencia: 691 espectadores Árbitro(s): Ronald Torres | Asistencia: 691 espectadores Árbitro(s): Ronald Torres |

#### Grupo 4
| Ida; 6 de agosto, 15:20 (UTC-5) | Amigos de San Luis           | 2:5 (0:2) | Alianza Pisco                                     | Estadio José Santos Nagaro Bianchi, Sunampe                     |                                                                 |
|                                 | - Centeno 68' - Martínez 87' | Reporte   | - 12', 75' Ormeño - 32', 81' Morán - 90+2' Mariño | Asistencia: 3 551 espectadores Árbitro(s): Christian Hinostroza | Asistencia: 3 551 espectadores Árbitro(s): Christian Hinostroza |

| Vuelta; 13 de agosto, 15:20 (UTC-5) | Alianza Pisco | 1:0 (1:0) | Amigos de San Luis | Estadio Teobaldo Pinillos Olaechea, Pisco               |                                                         |
|                                     | Ormeño 35'    | Reporte   |                    | Asistencia: 1300 espectadores Árbitro(s): Enrique Aroni | Asistencia: 1300 espectadores Árbitro(s): Enrique Aroni |

### Semifinales
El sorteo de los grupos se realizó el 14 de agosto de 2023. 

#### Grupo 1
| Ida; 20 de agosto, 15:20 (UTC-5) | Deportivo América | 0:1 (0:1) | Alianza Pisco | Estadio José Santos Nagaro Bianchi, Sunampe              |                                                          |
|                                  |                   | Reporte   | 9' Escate     | Asistencia: 2 405 espectadores Árbitro(s): Ronald Torres | Asistencia: 2 405 espectadores Árbitro(s): Ronald Torres |

| Vuelta; 27 de agosto, 14:50 (UTC-5) | Alianza Pisco            | 2:0 (0:0) | Deportivo América | Estadio Teobaldo Pinillos Olaechea, Pisco               |                                                         |
|                                     | - Morán 72' - Chávez 87' | Reporte   |                   | Asistencia: 2 537 espectadores Árbitro(s): Jorge Chávez | Asistencia: 2 537 espectadores Árbitro(s): Jorge Chávez |

#### Grupo 2
| Ida; 20 de agosto, 15:20 (UTC-5) | Cultural 18 de Febrero | 1:0 (0:0) | Deportivo Lolo Fernández | Estadio Hugo Sotil, Parcona                                |                                                            |
|                                  | Torres 75'             | Reporte   |                          | Asistencia: 2 204 espectadores Árbitro(s): Leandro Márquez | Asistencia: 2 204 espectadores Árbitro(s): Leandro Márquez |

| Vuelta; 27 de agosto, 14:50 (UTC-5) | Deportivo Lolo Fernández              | 1:0 (0:0) (4:2 p.)         | Cultural 18 de Febrero                     | Estadio Jorge Castro Aguayo, Puquio                         |                                                             |
|                                     | Anyosa 90+9' (pen.)                   | Reporte                    |                                            | Asistencia: 1 182 espectadores Árbitro(s): Erick Crisóstomo | Asistencia: 1 182 espectadores Árbitro(s): Erick Crisóstomo |
|                                     |                                       | Tiros desde el punto penal |                                            |                                                             |                                                             |
|                                     | - Anyosa - García - Martínez - Ormeño |                            | - Palacios - Onsebay - Uculmana - Ceballos |                                                             |                                                             |

### Final
| 3 de septiembre, 14:50 (UTC-5) | Deportivo Lolo Fernández                                           | 2:2 (0:2) (4:5 p.)         | Alianza Pisco                                       | Estadio José Picasso Peratta, Ica                       |                                                         |
|                                | - Anchante 85' - Anyosa 90+4' (pen.)                               | Reporte                    | - 30' Ormeño - 44' Morán                            | Asistencia: 2 773 espectadores Árbitro(s): Jorge Chávez | Asistencia: 2 773 espectadores Árbitro(s): Jorge Chávez |
|                                |                                                                    | Tiros desde el punto penal |                                                     |                                                         |                                                         |
|                                | - Anyosa - García - V. Cornejo - Martínez - Hernández - E. Cornejo |                            | - Chávez - Mariño - Ormeño - Vásquez - Soto - Pérez |                                                         |                                                         |

|                                                        |
| Campeón Departamental de Ica Alianza Pisco 1.er título |

## Estadísticas

### Goleadores
| Jugador           | Equipo                   | Goles | PJ | Prom. |
| ----------------- | ------------------------ | ----- | -- | ----- |
| Leonel Ormeño     | Alianza Pisco            | 4     | 7  | 0.57  |
| Ricardo Morán     | Alianza Pisco            | 4     | 7  | 0.57  |
| Juan Anchante     | Deportivo Lolo Fernández | 3     | 7  | 0.43  |
| Junior Vara       | Deportivo José Olaya     | 2     | 4  | 0.5   |
| Sandro Montesinos | Deportivo José Olaya     | 2     | 4  | 0.5   |
| Manuel Vidales    | Deportivo José Olaya     | 2     | 4  | 0.5   |
| Leonardo Herrera  | Cultural 18 de Febrero   | 2     | 6  | 0.33  |
| Milton Torres     | Cultural 18 de Febrero   | 2     | 6  | 0.33  |
| Serafín Anyosa    | Deportivo Lolo Fernández | 2     | 7  | 0.29  |